# Hexogen

Structura hexogenului

Hexogen (ciclotrimetilentrinitramină, RDX, T4) este o puternică substanță explozivă secundară cu formula (O2NNCH2)3.
Proprietăți fizico-chimice
Densitatea sarcinii — 1,77 g/cm³;
Viteza de detonare — 8360 m/sec;
Presiunea în frontul undei de șoc — 33,8 GPa;
Fragmentare — 470 ml;
Brizanță — 24 mm;
Volumul degajărilor gazoase produse de explozie — 908 l/kg;
Temperatură de aprindere — 230 °C;
Temperatura de topire — 204,1 °C;
Cantitatea de căldură degajată la explozie — 1370 kcal/kg;
Cantitatea de căldură degajată după arderea completă — 2307 kcal/kg.